# Aftekening
Aftekeningen zijn witte vlekken die te vinden zijn op het hoofd, de benen en soms ook op andere delen van het lichaam van een paard. Als een paard zeer veel witte vlekken op zijn lichaam heeft, dan hebben we het niet meer over aftekeningen maar dan is het paard bont.
Witte vlekken die zijn ontstaan als litteken van een wondje of een drukking horen niet bij de aftekeningen.
Aftekeningen zijn belangrijk voor het signalement van een paard en worden dan ook nauwkeurig beschreven in het paspoort.

## Hoofd
Er zijn veel aftekeningen op het hoofd, in allerlei soorten en maten. Hier volgen een aantal beschrijvingen van deze aftekeningen en hoe ze kunnen voorkomen:

### Kol
‘Kol’ is de algemene term die we gebruiken om een aftekening op het voorhoofd aan te duiden, echter zijn hier verschillende soorten van.

#### Soorten
- Enkele witte haren: Wanneer zich op het voorhoofd enkele witte haren bevinden als aftekening beschrijven wij dit ook gewoon als ‘enkele witte haren’.
- Stip / Stipje: Een kleine ‘stip’ als aftekening op het hoofd, 1 - 2  centimeter groot. Wordt soms ook wel ‘ster(retje)’ genoemd.
- Kolletje: Een grotere witte vlek op het hoofd. Er wordt onderscheid gemaakt tussen een ‘kolletje’ en een ‘kol’. Een kolletje is 2 – 5 centimeter groot.
- Kol: Een ‘kolletje’ groter dan 5 centimeter noemen we een kol.
- Grote kol: Wanneer een kol de beide oogkuilen bedekt, spreken we van een ‘grote kol’.
- Druipkol: Algemene term voor een kol die aan de onderkant smal uitloopt, alsof hij uitdruipt.

#### Vormen, plaatsen en maten
Een kol kan verschillende vormen hebben; ook die hebben weer allerlei benamingen. Zo noem je een kol die netjes afgerond en ‘rond’ is, gewoon een ‘ronde kol’, maar ook kan er sprake zijn van een bloem, halvemaanvormige kol, hartvormige kol en wel meer. Het aantal ‘hoeken’, wanneer een kol deze heeft, kan ook helpen bij de benaming: zo heb je bijvoorbeeld een vierkantige kol, een vijfhoekige kol maar ook een ruitvormige kol. 
Verder kan een kol aan wat voor kant dan ook ‘ingesneden’ zijn, waarbij er als het ware een ‘hapje’ uit de aftekening is. Dit noem je dan ook ‘ingesneden’. Bij het beschrijven van de aftekening vermeldt men doorgaans ook aan welke kant de kol ingesneden is.
Een extra manier om de aftekening nog beter en gedetailleerder te beschrijven, is het noemen van de ligging of richting. Een kol kan precies in het midden (tussen de ogen) zitten, maar ook meer naar links of naar rechts. Ook kan een kol bijvoorbeeld meer omhoog zitten waardoor hij boven de ooglijn uitkomt: dit beschrijven wij dan ook. 
Ook beschrijven we bij een aftekening waar bijvoorbeeld de openingen liggen, zoals bij de ingesneden kol. Maar ook bij een halvemaanvormige kol beschrijven we aan welke kant deze 'open’ is, zodat men weet welke kant het maantje op staat.
Verder kan een kol ook zelf nog eens meer horizontaal (of verticaal) zijn, maar bijvoorbeeld ook schuin (en meer).

### Bles
‘Bles’ is de algemene term die we gebruiken om een aftekening aan te duiden die zich op een plaats van de neusrug tot de neusgaten bevindt. Er zijn verschillende soorten ‘blessen’:

#### Soorten
- Enkele witte haren: Net als bij de kol beschrijven wij een aftekening bestaande uit enkele witte haren, onderbroken door de vachtkleur, gewoon met ‘enkele witte haren’.
- Streepje: Een zeer smal, wit streepje van maximaal 10 centimeter lang.
- Smalle bles: Een smalle bles is een bles van 1 vinger breed. Is hij smaller, dan is het vaak een streepje, tenzij de bles langer dan 10 cm is, dan spreken we weer wel van een smalle bles.
- (Gewone) Bles: Een bles van ongeveer 2 vingers breed.
- Brede bles: Een bles die vrij breed is en een groot gedeelte van het middenstuk bedekt. Vaak worden 3 vingers of meer aangehouden voor de breedte.
- Wit(te) (voor)kop: Wanneer het wit een zeer groot gedeelte van het hoofd bedekt, dus de ook de zijkanten van het hoofd en/of de oogkuilen, spreken wij van een wit(te) (voor)kop. Door sommige mensen wordt dit ook wel ‘blaarkop’ genoemd, naar het gelijknamige koeienras waarbij het hoofd ook voor het grootste gedeelte wit is. Toch is witkop de meest gebruikte term hiervoor. Wanneer een witkop slechts één kant van het gezicht bedekt, noemen wij dit een eenzijdige wit(te) (voor)kop.
- Onregelmatige bles: een bles die vanaf de kol naar beneden gaat tussen de ogen door en opeens naar links of rechts gaat.

#### Vormen, plaatsen en maten
Een bles is niet altijd een perfect afgeronde streep: deze kan ook verschillende vormen hebben. Al deze vormen kan je weer op bepaalde manieren benamen zodat het beschrijven van een aftekening gedetailleerder kan. Zo kan een bles aan de uiteinden spits  uitlopen, gecombineerd zijn met een kol, eindigen in een vleesvlek of tussen/op/in (een van) de neusgaten eindigen. Ook zijn er blessen die niet recht omlaag lopen maar afwijken, bijvoorbeeld van links naar rechts (boven links, onder rechts) of andersom. 
Wanneer een bles niet recht omlaag gaat maar uitwijkt naar de zijkanten en/of bijvoorbeeld allerlei kleine uitwijkingen/karteltjes heeft aan zijkanten, noem je dit een ‘onregelmatige bles’. Een bles die erg kronkelt wordt logischerwijs ook wel een ‘kronkelende bles’ genoemd.
Verder kan een bles ook nog onderbroken worden, dan komt de vachtkleur op bepaalde plekken in de bles en is deze ‘onderbroken’. Een vrij kleine/korte bles beschrijft men als ‘onvolledig’, een bles die ‘ingesneden’ is mist als het ware een hapje (of meerdere). Daarbij beschrijf je ook altijd op welke hoogte ongeveer, en aan welke kant, de bles ingesneden is. Wanneer een bles op een bepaald punt smaller wordt en daarna weer wat breder noemen wij dit ‘ingesnoerd’; ook hierbij beschrijven we op welke hoogte dit ongeveer gebeurd. Een bles die over het voorhoofd, de neusrug en de neus heen gaat en van smaller naar breder uitloopt noem je een ‘doorlopende bles’. Een bles die eigenlijk te beschrijven valt als kol, bles en sneb ineen wordt een ‘volledige bles’ genoemd.

### Sneb
Een aftekening die zich op de neus, neustop en/of lippen bevindt noemen we over het algemeen een ‘sneb’, hoewel niet iedere aftekening die zich op de neus van het paard bevindt ook een ‘sneb’ genoemd kan worden. Je hebt namelijk verschillende soorten ‘snebben’:

#### Soorten
- Sneb: Een witte aftekening die zich ter hoogte van de neusgaten bevindt.
- Brede sneb: Een sneb die één of beide neusgaten omringt en/of indringt. Deze term wordt eigenlijk niet veel gebruikt.
- Vleesvlek: Een vleeskleurige (=roze) vlakte of plek, pigment en haarloos.
- Witte lip: Hierbij wordt onderscheid gemaakt tussen onder- en bovenlip.
- Witte (melk)mond of witte mondhoeken.
- Witte neus of neustopje.

#### Vormen, plaatsen en maten
Er zijn veel mogelijkheden en benoem je veel witte plekken op de neus van je paard gewoon erg letterlijk, zoals een witte bovenlip of de witte mondhoeken. Ook een sneb kunnen wij wat uitgebreider beschrijven dan alleen ‘sneb’ of ‘vleesvlek’. Je kan beschrijven of het een grote of kleinere sneb is, of deze de (een van de) neusgaten omringt of indringt of zich tussen de neusgaten bevindt, of deze onregelmatig of ingesneden (er ontbreekt een hapje uit) is en aan welke kant. Ook kan een sneb scheef lopen, dan beschrijf je of deze van links (bovenaan) naar rechts (onderaan) loopt of andersom. Verder kan een sneb ook ‘druipend’ of ‘spits’ eindigen.

### Indringend en omringend
In bovenstaande omschrijvingen van de verschillende soorten aftekeningen op het hoofd ben je de termen ‘indringend’ en ‘omringend’ misschien al eens tegengekomen. Wat houdt het in?
- Indringend: Wanneer een aftekening in een van de neusgaten, of beide, ‘indringend’ is bedoelen we dat de aftekening ook verdergaat binnen het neusgat: de witte kleur loopt dus door ergens over de rand van de neus, en daarbinnen.
- Omringend: Een aftekening die één of beide de neusgaten omringt, gaat er volledig of gedeeltelijk (gedeeltelijk omringend) omheen. Hierbij loopt de aftekening niet verder ín het neusgat, de witte kleur zit dus alleen om het neusgat heen.

### Combinaties
Een paard kan een kol, bles of sneb gescheiden van elkaar hebben op zijn hoofd; dan worden deze ook apart van elkaar beschreven. Maar een paard kan de verschillende aftekeningen ook 'aan elkaar' hebben. Wanneer de ene aftekening overgaat in de andere, bijvoorbeeld een kol overgaande in een bles, spreekt men bijvoorbeeld van een 'kol overgaande/ doorlopende in een bles'. Daarbij worden natuurlijk nog eventuele soorten, maten en bijzonderheden vermeld.
Een kol, bles en sneb 'aan elkaar' worden samen als 'volledige bles' beschreven.

### Bijzondere aftekeningen
Op de kol, bles en sneb na zijn er nog een aantal aftekeningen die een paard op het hoofd kan hebben.
- Kopersnuit: Een koperkleurige snuit, komt vaak voor bij donkerbruin gekleurde paarden. Eigenlijk is dit geen aftekening!!
- Krotenmuil: De lippen en neus (mond) van het paard hebben een vleesachtige kleur (roze).
- Meelsnuit: De haren op de snuit zijn van lichte kleur, min of meer roomkleurig. De snuit is niet geheel wit maar meer alsof het paard met zijn neus in de meel is geweest. Ook dit is eigenlijk geen aftekening, maar eerder een kenmerk van bepaalde rassen / kleuren.
- Melkmuil: Wanneer de hele mond en neus van het paard wit zijn, inclusief lippen dus, noemen wij dit een ‘melkmuil’.
- Moorkop: Een erg donker of zwart gekleurd hoofd. Wanneer slechts het halve hoofd donker / zwart gekleurd is spreekt men van een ‘halve moorkop’. Eigenlijk is dit ook niet echt een aftekening, maar meer een kenmerk van bepaalde rassen of kleuren.
- Paddenmuil: Rondom de lippen en neus (mond) van het paard bevinden zich zwarte vlekken en stippen.

## Benen
De aftekeningen aan de benen worden bepaald door de laagste hoogte van het witte gedeelte.
Voorbeelden van aftekeningen aan de benen zijn:
- Witte kroonrand: Het randje precies boven de hoef is wit, eventueel met vlekjes
- Sokje: Witte kroonrand en deel van het kootbeen
- Sok: Wit tot bovenkant koot
- Witvoet: Wit inclusief de kogel
- Halfwitbeen: Wit tot halverwege het pijpbeen
- Witbeen: Wit inclusief het pijpbeen
- Hoog witbeen: Wit tot boven de knie

Soms loopt het wit aan de ene kant hoger op dan de andere kant, dit wordt dan apart vermeld. Bijvoorbeeld halfwitbeen, voor oplopend. De aftekeningen kunnen per been verschillend zijn, dit wordt dat een lange lijst met - meestal afgekorte - aftekeningen in het signalement.
Een voorbeeld is  Onr schuine bles, indr in rechter neusg. RV sokje, binnenz opl. LA witte vlek kr.r.  wat betekent  Onregelmatige schuine bles, indringend in rechterneusgat. Rechtsvoor sokje, binnenzijde oplopend. Linksachter witte vlek op de kroonrand .